# ブルー・プラネット
『ブルー・プラネット』（THE BLUE PLANET）は、イギリスのBBC制作の海洋ドキュメンタリーテレビシリーズ。この番組を基にして作成された映画が、2003年に『ディープ･ブルー』（DEEP BLUE）として公開された。
2018年には、追加映像が加わった『ブループラネット』が「プラネットアースⅡ」の海編としてNHKで放送された。

## テレビシリーズ『THE BLUE PLANET』（『ブルー・プラネット』）
1995年に始動した海洋に挑む映像プロジェクト。製作に7年、撮影に4年半を費やし、200箇所ものロケ地を巡って撮影された。その映像が91分間に編集されたものが、映画『ディープ・ブルー』になった。
映像はDVD-BOX、DVD単体で発売されている。
1. THE BLUE 
 　驚異の映像体験『ディープ・ブルー』は、壮大なプロジェクト
　 『ブルー・プラネット』のほんの一部にすぎなかった??
2. THE DEEP 
 　太陽の光が届かぬ世界ーー深海への旅
3. OPEN OCEAN 
　“海の砂漠”の命がけのハンターたち
4. FROZEN SEAS
　氷の海の過酷なサバイバル！
5. SEASONAL SEAS
　四季の変化に富む豊かな海
6. CORAL SEAS
　色鮮やかなサンゴ礁の饗宴
7. TIDAL SEAS
　生の営みをつかさどる潮流のリズム
8. COASTS
　海と陸の境界はエキサイティング！

## テレビシリーズ『THE BLUE PLANET II』（『ブループラネット』）(2018年)
語り　豊川悦司・仲間由紀恵
第1集「大海原　青い砂漠を生き抜く」 2018年5月6日（日）午後9時00分～9時49分

第2集「浅瀬の海　命ひしめく巨大都市」 2018年6月3日（日）午後9時00分～9時49分

第3集「海辺　せめぎ合う海と陸の生命」 2018年7月7日（土）午後9時00分～9時49分

### 完全版
第1集「熱帯から極地の海へ」2018年12月18日（火）午後7時30分～8時15分

第2集「深海　最後のフロンティア」2018年12月19日（水）午後7時30分～8時15分

第3集「生命ひしめくサンゴ礁」2019年年3月25日（月）午後8時～8時43分

第4集「大海原　青い砂漠」2019年3月26日（火）午後8時～8時43分

第5集「太陽が育む“緑の海”」2019年3月27日（水）午後8時～8時43分

第6集「海岸　せめぎ合う命」2019年3月28日（木）午後8時～8時43分